# Wina białego człowieka
Wina białego człowieka (ang. white guilt) – indywidualne lub zbiorowe odczuwanie winy przez niektórych białych ludzi o zachodnioeuropejskich korzeniach za krzywdy wyrządzone ludziom kolorowym przez białych, zarówno dawniej (niewolnictwo, kolonializm), jak i obecnie (rasizm).